# Streets of Laredo
Streets of Laredo är en amerikansk western-miniserie i tre delar från 1995. Serien är en fristående uppföljare till Return to Lonesome Dove, för regin stod Joseph Sargent med James Garner i huvudrollen som kapten Woodrow F. Call.

## Handlingen
Den före detta Texas Rangern kapten Woodrow jobbar som prisjägare och får i uppdrag att spåra tågrånaren Joey Garza och föra honom till galgen. Så Woodrow samlar ihop ett gäng cowboys för att försöka leta reda på honom och en lång jakt tar sin början, men snart inser Woodrow att den hänsynslöse mexikanen är den farligaste man de nånsin ställts inför. Så om Woodrow och hans följeslagare ska komma levande ur vildmarken måste de lita till Woodrows skicklighet som snabbskjutande revolverman.

## Karaktärer
- Captain Woodrow F. Call - James Garner
- Pea Eye Parker - Sam Shepard
- Lorena Parker - Sissy Spacek
- Judge Roy Bean - Ned Beatty
- John Wesley Hardin - Randy Quaid
- Maria Garza - Sonia Braga
- Joey Garza - Alexis Cruz
- Mox Mox - Kevin Conway

## Föregångare
- Den långa färden, 1989
- Return to Lonesome Dove, 1993

## Uppföljare
- Dead Man's Walk, 1996
- Comanche Moon, 2008